# Vinagre balsàmic

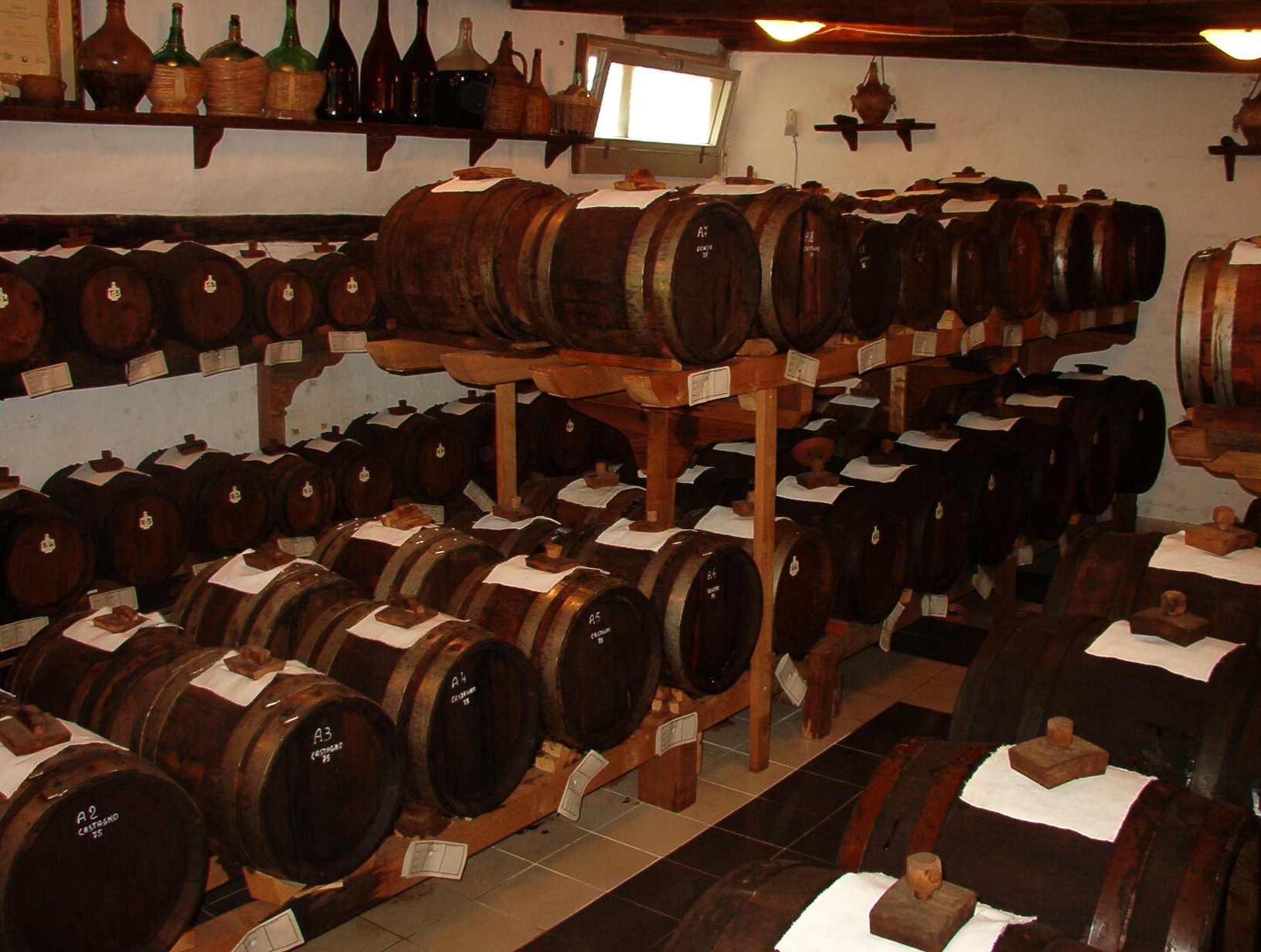
Botes amb vinagre balsàmic fermentant.

El vinagre bàlsamic, també conegut com a vinagre bàlsamic de Mòdena o vinagre de Mòdena, pel seu origen (la ciutat de Mòdena, a Itàlia), és un vinagre amb gust fort, utilitzat tradicionalment en la cuina italiana. S'acostuma a usar en les amanides, juntament amb l'oli. És un producte tradicional de Mòdena, de la regió italiana d'Emília-Romanya, d'on se sap que ja es produïa a l'edat mitjana. A diferència dels vinagres comuns, és més fosc, més espès, fosc i de gust dolç.
El vinagre balsàmic de més qualitat, obtingut de forma tradicional, es pot arribar a vendre a preus molt cars; una petita botella de 100ml pot costar entre 100 o 400 dòlars americans. Molts productors, amb tot i això, no fan servir els sis tipus de fustes esmentades abans en el procés de maduració (alguns, de fet, tan sols fan servir la de roure). A més a més, s'ha de tenir en compte que la gran majoria de vinagres anomenats balsàmics barats (els que podem trobar a la majoria de supermercats) poden no haver estat mai en una bóta de fusta, no sent més que vinagres ordinaris amb colorants i sucre afegits. Legalment, d'acord amb les normes del Consorci (Consorzio Produttori), a aquests no se'ls pot anomenar "tradicionals".
Va ser molt desconegut fora d'Itàlia fins als anys 80 del segle xx. L'escriptor italià Macerlla Hazan va ajudar a popularitzar-lo als Estats Units i Gran Bretanya, i ara és molt apreciat i valorat pels cuiners professionals i pels amants de la cuina.

## Elaboració
El procés de maduració és llarg, en alguns casos supera els 10 anys, i fins i tot pot arribar a 25 anys. Amb tot i això, la producció normalment no triga mai més de 3 anys madurant.
Es produeix del suc concentrat de raïm blanc (normalment raïm de classe trebbiano) que redueix el seu volum inicial al 50%, fermentant en alcohol. Després es torna a fer fermentar per a produir el vinagre balsàmic amb un procés que dura anys, per aconseguir concentrar els gustos. En el cas dels més tradicionals, es tornaran dolços viscosos i molt concentrats en gust, dintre de bótes de fusta. Aquests que segueixen el procediment tradicional necessiten una labor intensa; mentre els anys passen i s'evapora, el líquid es traspassa a una successió de bótes petites fetes amb diferents classes de fustes, absorbint els gustos característics de cada tipus de fusta i, a poc a poc, concentrant-se més després de cada canvi de bóta. Les fustes més usades per fer les bótes que emmagatzemen aquest vinagre són les de roure, morera, castanyer, cirerer, ginebre i freixe. Alguns vinagres balsàmics vells són afegits al most (suc de raïm acabat d'obtenir i sense fermentar) per a crear un gust més complex i agregar-li acidesa.